# Jindo

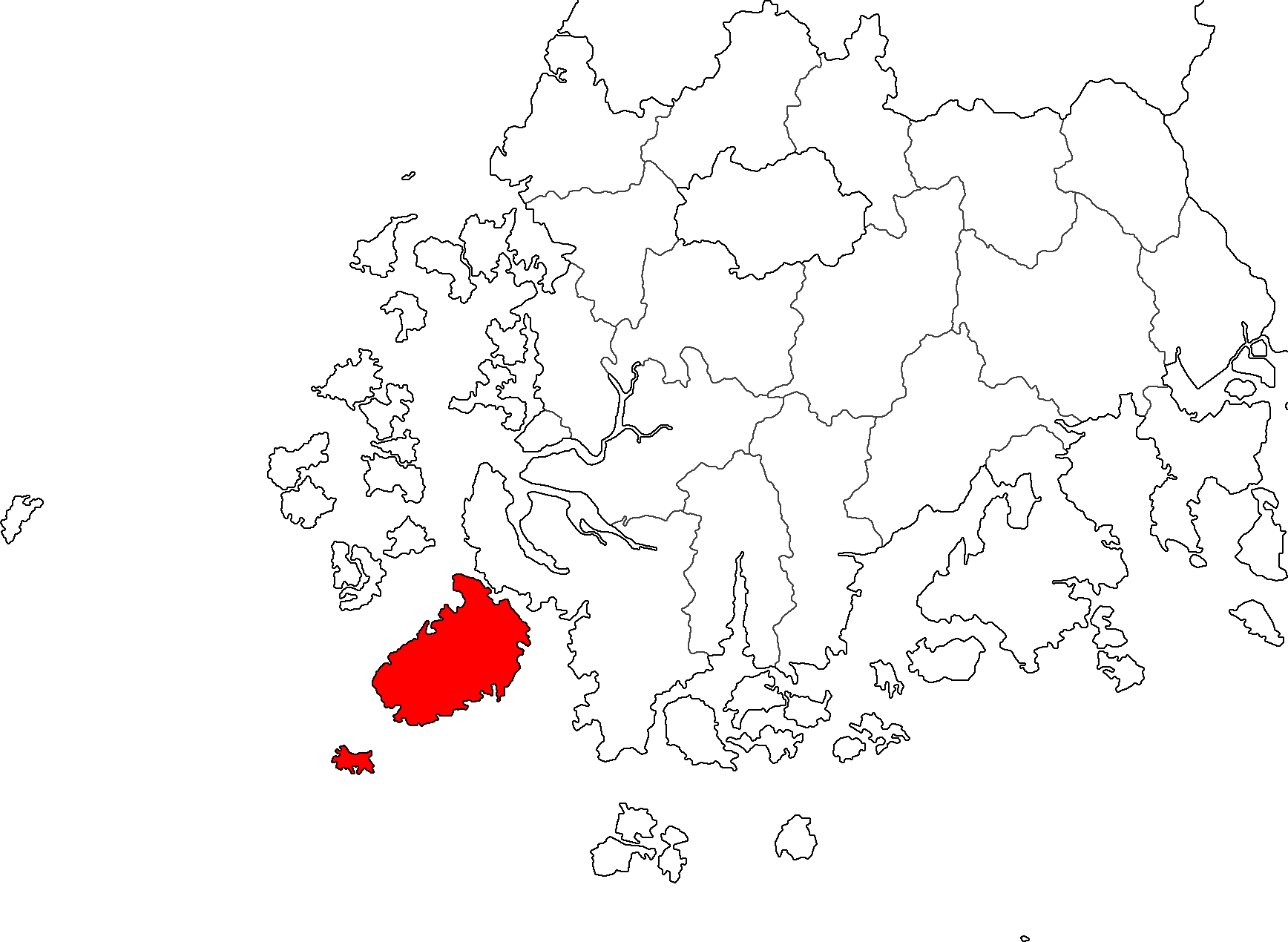
Landkreis Jindo-gun (rot)

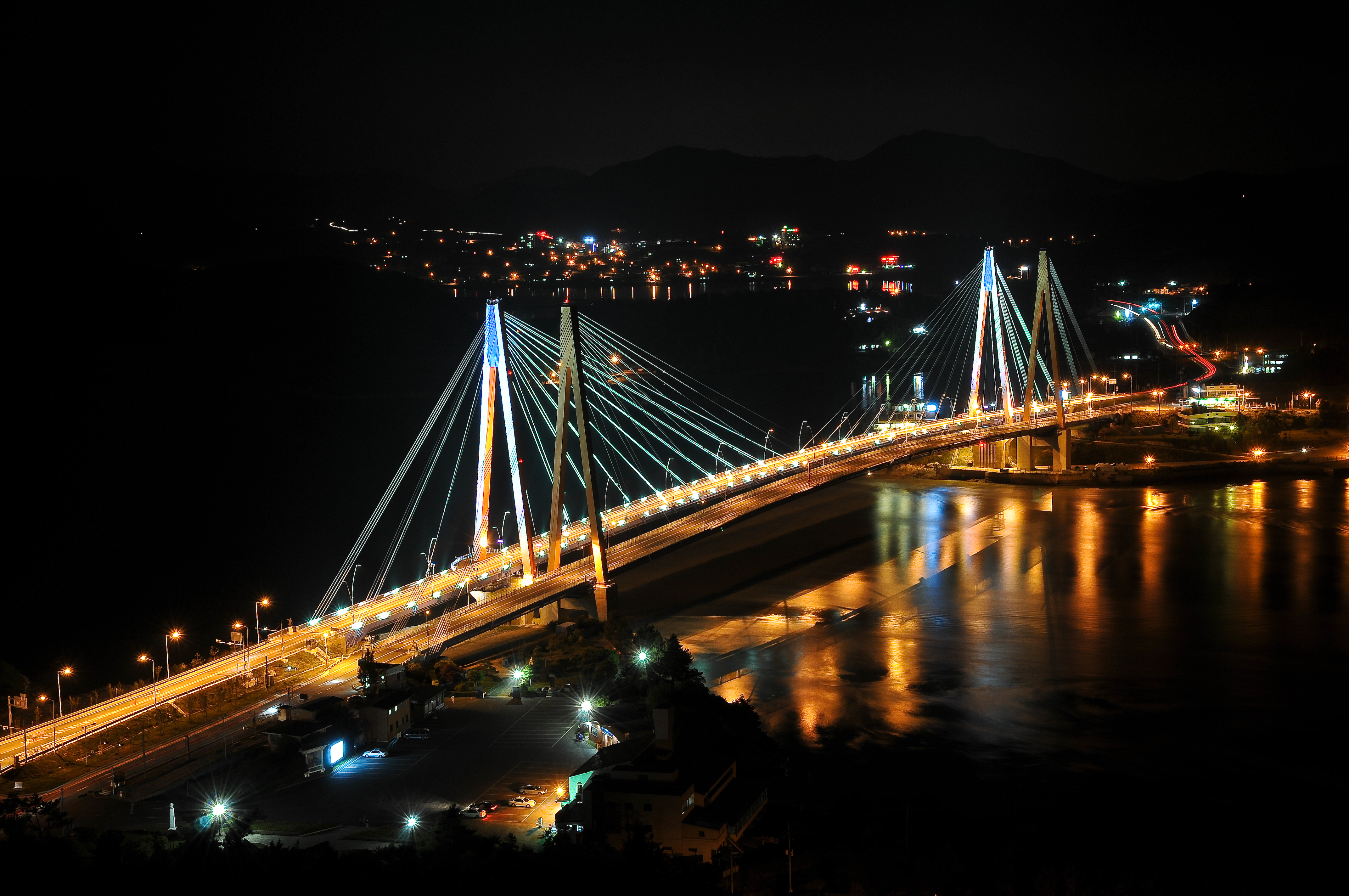
Jindo-Brücke

Jindo (kor. 진도, Hanja 珍島) ist eine bewohnte Insel im Gelben Meer sowie der Name des gleichnamigen Landkreises. Die Fläche der Insel beträgt 363,16 km². Im Jahr 2010 lebten hier 36.329 Menschen.
Es ist die drittgrößte Insel in Südkorea und gehört zum Landkreis Jindo-gun in der Provinz Jeollanam-do am südwestlichen Ende der koreanischen Halbinsel. Seit 1001 heißt die Insel Jindo. 1597 wurde vor der Küste die Seeschlacht von Myongnyang (Imjin-Krieg) entschieden.
Seit dem 18. Oktober 1984 verbindet die Jindo-Brücke die Insel mit dem Festland. Die Brücke hat eine Spannweite von 484 Metern. Größte Siedlung der Insel ist die Kleinstadt Jindo-eup (진도읍) mit 10.723 Einwohnern. An der Südwestküste der Insel liegt der Hafen Paengmok-hang (팽목항), der bis zum Ausbau 2013 ein kleiner Fischerhafen war. In Zukunft soll er als Hafen auch für Kreuzfahrtschiffe dienen.
Am 16. April 2014 wendete die Fähre Sewol vor der zu Jindo-gun gehörenden Insel Byeongpungdo (병풍도) und begann einige Zeit danach zu sinken. Die Unglücksstelle befindet sich 20 km von Paengmok-hang entfernt.
Der Korea Jindo Dog wurde nach der Insel benannt und wird als reinrassige Hunderasse auf dem Eiland gezüchtet.

## Naturereignis
Jedes Jahr fällt an meistens zwei oder drei Tagen zwischen März und Juni aufgrund der Gezeitenaktivität ein schmaler Streifen Meeresfläche (ca. 2,9 km lang und bis zu 40 m breit) für etwa eine Stunde zwischen der Hauptinsel Jindo und der kleinen Insel Modo trocken und kann zu Fuß passiert werden. Es wird hierzu ein mehrtägiges Festival veranstaltet, das auch Hunderttausende internationale Touristen anzieht.